# Australian Defence Force
La Australian Defence Force identifica la forze armate dell'Australia. L'Australian Defence Force (ADF) è l'organizzazione militare responsabile della difesa dell'Australia e dei suoi interessi nazionali. È composto dalla Royal Australian Navy (RAN), dall'esercito australiano, dalla Royal Australian Air Force (RAAF) e da diverse unità "tri-service". L'ADF ha una forza di poco più di 85.000 dipendenti a tempo pieno e riservisti attivi ed è supportato dal Dipartimento della Difesa e da diverse altre agenzie civili.
Durante i primi decenni del 20º secolo, il governo australiano ha istituito le forze armate come organizzazioni separate. Ogni servizio aveva una catena di comando indipendente. Nel 1976, il governo ha apportato un cambiamento strategico e ha istituito l'ADF per collocare i servizi in un'unica sede. Nel tempo, il grado di integrazione è aumentato e le sedi centrali, la logistica e le istituzioni di formazione tri-servizio hanno soppiantato molte strutture a servizio singolo.
L'ADF è tecnologicamente sofisticato ma relativamente piccolo. Sebbene i 60.330 membri del personale in servizio attivo a tempo pieno e i 29.560 riservisti attivi dell'ADF al 30 giugno 2021 lo rendano il più grande esercito dell'Oceania, è più piccolo della maggior parte delle forze militari asiatiche. Tuttavia, l'ADF è supportato da un budget significativo per gli standard mondiali e può schierare forze in più località al di fuori dell'Australia.

## Funzione
La posizione legale dell'ADF si basa sulle sezioni del governo esecutivo della Costituzione australiana. La sezione 51 (vi) conferisce al governo dell'Australia il potere di emanare leggi riguardanti le forze di difesa e di difesa australiane. La sezione 114 della Costituzione impedisce agli Stati di reclutare forze armate senza il permesso del Commonwealth e la sezione 119 attribuisce al Commonwealth la responsabilità di difendere l'Australia dall'invasione e stabilisce le condizioni alle quali il governo può schierare le forze di difesa a livello nazionale.
La sezione 68 della Costituzione stabilisce le disposizioni di comando dell'ADF. La sezione afferma che "il comando in capo delle forze navali e militari dell'Australia è conferito al governatore generale come rappresentante della regina". In pratica, il Governatore Generale non svolge un ruolo attivo nella struttura di comando dell'ADF e il governo eletto controlla l'ADF. Il ministro della Difesa e diversi ministri subordinati esercitano questo controllo. Il ministro agisce da solo sulla maggior parte delle questioni, sebbene il Comitato di gabinetto per la sicurezza nazionale consideri questioni importanti. Il ministro quindi consiglia il governatore generale che agisce come consigliato nella normale forma di governo esecutivo.
Il governo dell'Australia non è mai stato obbligato dalla Costituzione o dalla legislazione a chiedere l'approvazione parlamentare per le decisioni di schierare forze militari all'estero o andare in guerra.
Le attuali priorità dell'ADF sono stabilite nel Libro bianco sulla difesa del 2016, che individua tre aree principali di intervento. Il primo di questi è difendere l'Australia dall'attacco diretto o dalla coercizione. La seconda priorità è contribuire alla sicurezza del sud-est asiatico e del Pacifico meridionale. La terza priorità è contribuire alla stabilità in tutta la regione indo-pacifica e ad un "ordine globale basato su regole che sostiene i nostri interessi". Il Libro bianco afferma che il governo attribuirà lo stesso peso alle priorità nello sviluppo delle capacità dei tre rami dell'ADF.

## Storia

### Origini
L'Australia ha mantenuto le forze militari sin dalla federazione come nazione nel gennaio 1901. Poco dopo la federazione, il governo australiano ha istituito l'esercito australiano e la forza navale del Commonwealth unendo le forze mantenute da ciascuno degli stati. Nel 1911, il governo istituì la Royal Australian Navy, che assorbì la Commonwealth Naval Force. L'esercito fondò l'Australian Flying Corps nel 1912, che fu separato per formare la Royal Australian Air Force nel 1921. I servizi non erano collegati da un'unica catena di comando, poiché ciascuno riferiva al proprio ministro separato e aveva disposizioni amministrative separate. I tre servizi hanno assistito all'azione in tutto il mondo durante la prima e la seconda guerra mondiale e hanno preso parte a conflitti in Asia durante la guerra fredda.
L'importanza della guerra "congiunta" è diventata chiara all'esercito australiano durante la seconda guerra mondiale, quando le unità navali, di terra e aeree australiane servivano spesso come parte di comandi singoli. Dopo la guerra, diversi alti ufficiali fecero pressioni per la nomina di un comandante in capo dei tre servizi. Il governo ha respinto questa proposta ei tre servizi sono rimasti completamente indipendenti. L'assenza di un'autorità centrale ha comportato uno scarso coordinamento tra i servizi, con ogni servizio organizzato e operante sulla base di una diversa dottrina militare. 
La necessità di una struttura di comando integrata ha ricevuto maggiore enfasi a causa delle disposizioni inefficienti che a volte hanno ostacolato gli sforzi dei militari durante la guerra del Vietnam. 
Nel 1973, il Segretario del Dipartimento della Difesa, Arthur Tange, presentò al governo un rapporto in cui raccomandava l'unificazione dei dipartimenti separati a supporto di ciascun servizio in un unico Dipartimento della Difesa e la creazione della carica di Capo di Stato Maggiore della Difesa. Il governo ha accettato queste raccomandazioni e l'Australian Defence Force è stata istituita il 9 febbraio 1976.

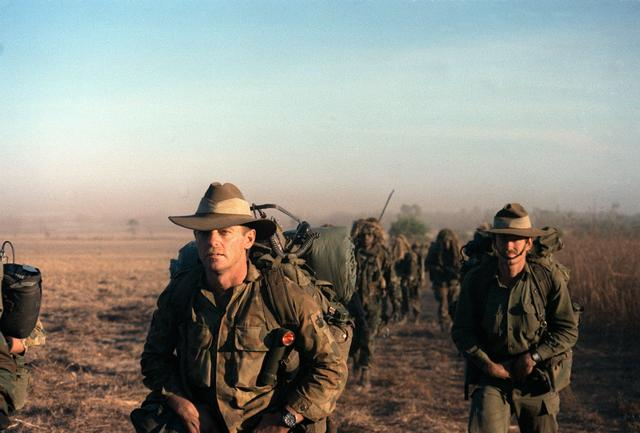
I soldati australiani guidano una colonna di truppe americane durante l'esercitazione Kangaroo '89, che si è tenuta nell'Australia settentrionale.

### Australian Defense Force
Fino agli anni '70, la strategia militare australiana era incentrata sul concetto di "difesa avanzata", in cui il ruolo dell'esercito australiano era quello di cooperare con le forze alleate per contrastare le minacce nella regione australiana. Nel 1969, quando gli Stati Uniti iniziarono la dottrina Guam e gli inglesi si ritirarono "a est di Suez", l'Australia sviluppò una politica di difesa che enfatizzava l'autosufficienza e la difesa del continente australiano. Questa era conosciuta come la politica di difesa dell'Australia. In base a questa politica, l'obiettivo della pianificazione della difesa australiana era proteggere gli approcci marittimi settentrionali dell'Australia (il "divario aria-mare") dagli attacchi nemici. In linea con questo obiettivo, l'ADF è stato ristrutturato per aumentare la sua capacità di colpire le forze nemiche dalle basi australiane e per contrastare i raid sull'Australia continentale. L'ADF ha raggiunto questo obiettivo aumentando le capacità della RAN e della RAAF e trasferendo le unità dell'esercito regolare nell'Australia settentrionale.
A quel tempo, l'ADF non aveva unità militari in dispiegamento operativo al di fuori dell'Australia. Nel 1987, l'ADF fece il suo primo dispiegamento operativo come parte dell'operazione Morris Dance, in cui diverse navi da guerra e una compagnia di fucilieri si schierarono nelle acque al largo delle Fiji in risposta ai colpi di stato delle Fiji del 1987. Benché ampiamente riuscito, questo dispiegamento ha evidenziato la necessità per l'ADF di migliorare la sua capacità di rispondere rapidamente a eventi imprevisti.
Dalla fine degli anni '80, il governo ha sempre più invitato l'ADF a contribuire con le sue forze alle missioni di mantenimento della pace in tutto il mondo. Mentre la maggior parte di questi schieramenti ha coinvolto solo un piccolo numero di specialisti, molti hanno portato al dispiegamento di centinaia di personale. All'inizio del 1989 furono effettuati ampi dispiegamenti di mantenimento della pace in Namibia, in Cambogia tra il 1992 e il 1993, in Somalia nel 1993, in Ruanda tra il 1994 e il 1995 e ad Bougainville nel 1994 e dal 1997 in poi.
Il contributo australiano alla Guerra del Golfo del 1991 è stata la prima volta che il personale australiano è stato schierato in una zona di guerra attiva dall'istituzione dell'ADF. Sebbene le navi da guerra e la squadra di immersione dispiegata nel Golfo Persico non abbiano assistito al combattimento, il dispiegamento ha testato le capacità e la struttura di comando dell'ADF. Dopo la guerra la Marina dispiegò regolarmente una fregata nel Golfo Persico e nel Mar Rosso per far rispettare le sanzioni commerciali imposte all'Iraq.

### Dispiegamento in Timor Est
Nel 1996, John Howard ha guidato la campagna elettorale del Partito Liberale ed è diventato Primo Ministro. Successivamente, ci sono state riforme significative alla struttura e al ruolo delle forze dell'ADF. La strategia di difesa del nuovo governo ha posto meno enfasi sulla difesa dell'Australia dagli attacchi diretti e maggiore enfasi sul lavoro in cooperazione con gli stati regionali e gli alleati dell'Australia per gestire potenziali minacce alla sicurezza. Dal 1997 il governo ha anche implementato una serie di modifiche alla struttura delle forze dell'ADF nel tentativo di aumentare la proporzione di unità combattenti per supportare le unità e migliorare l'efficacia in combattimento dell'ADF. 
Le esperienze dell'ADF durante il dispiegamento a Timor Est nel 1999 hanno portato a cambiamenti significativi nelle politiche di difesa dell'Australia ea un miglioramento della capacità dell'ADF di condurre operazioni al di fuori dell'Australia. Questo dispiegamento di successo è stata la prima volta che una grande forza dell'ADF ha operato al di fuori dell'Australia dalla guerra del Vietnam e ha rivelato carenze nella sua capacità di organizzare e sostenere tali operazioni.

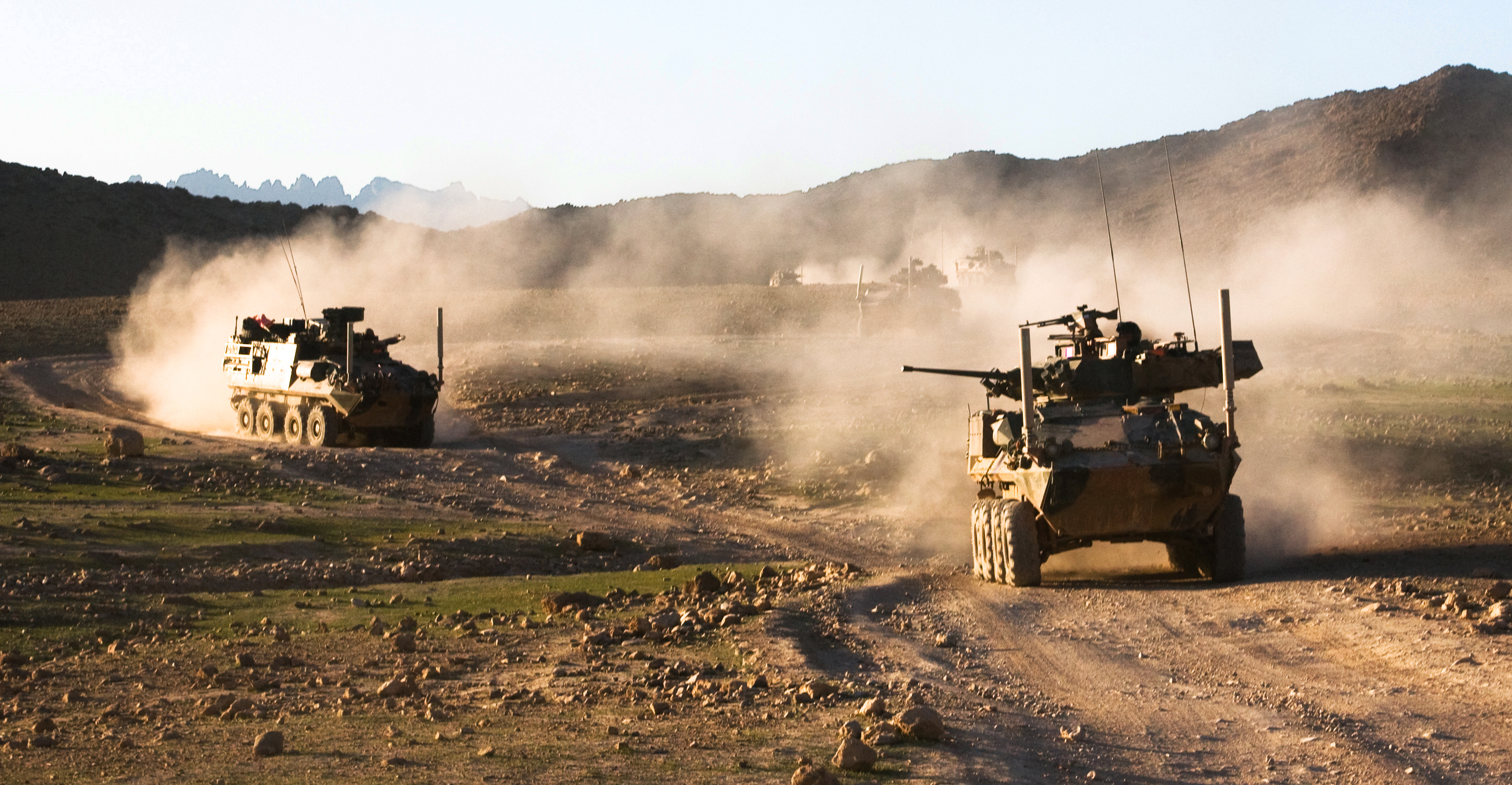
Veicoli corazzati ASLAV dell'esercito australiano in Afghanistan nel 2011

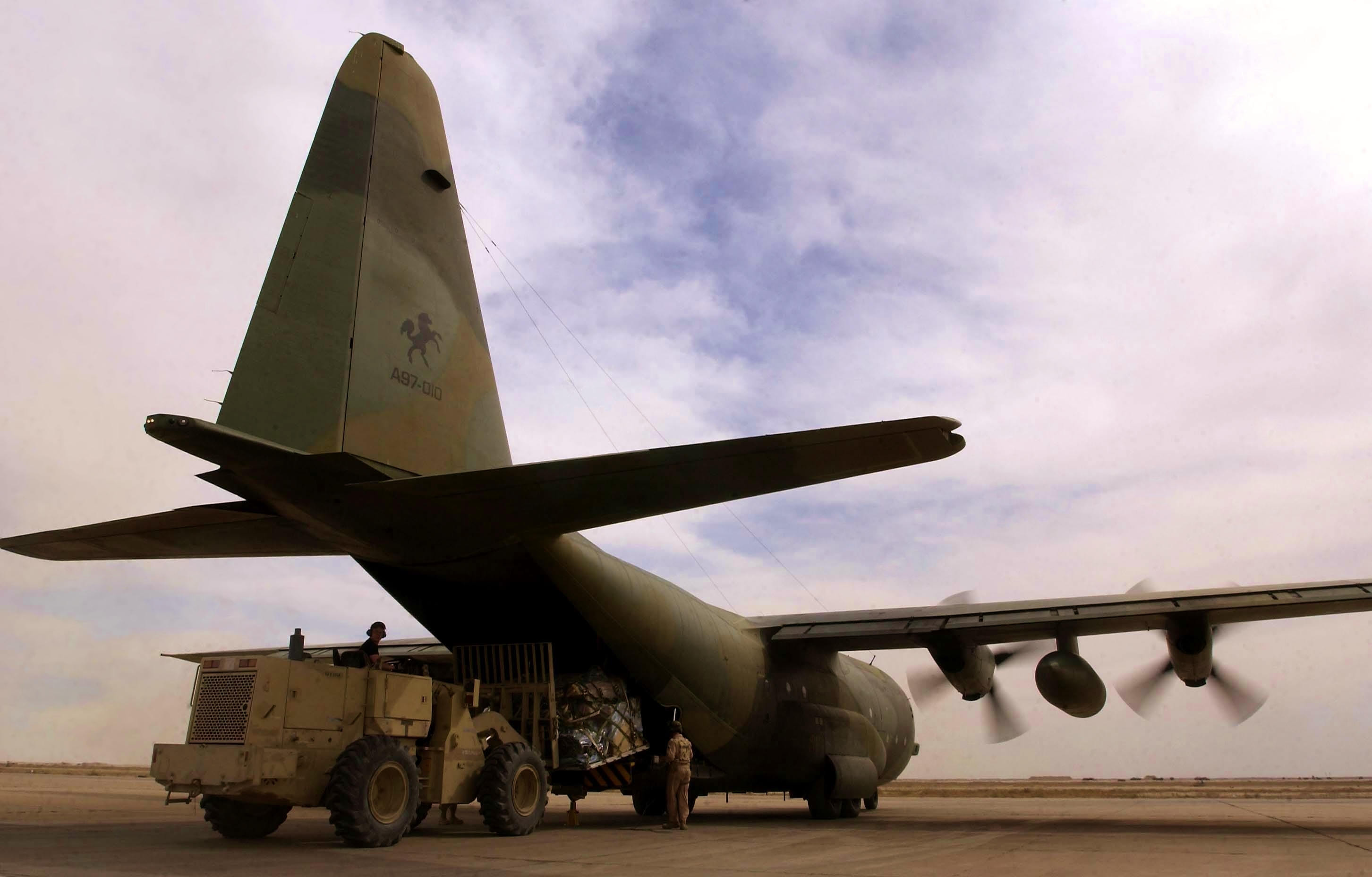
Un RAAF C-130 Hercules scaricato alla base aerea di Tallil, in Iraq, nell'aprile 2003

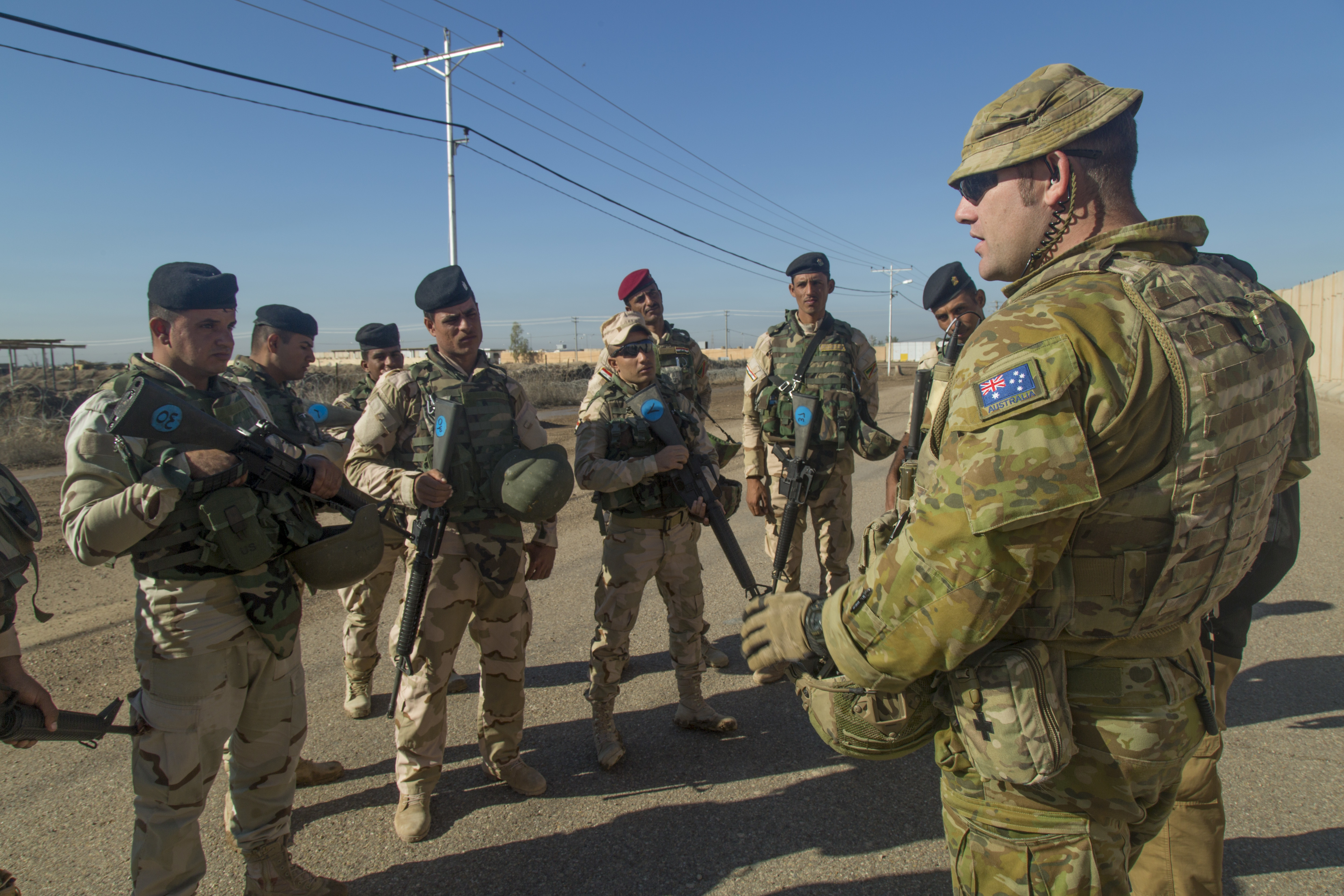
Un soldato australiano con soldati iracheni durante un'esercitazione nel novembre 2015

### 21º secolo
Dal 2000, la struttura della forza ampliata dell'ADF e le capacità di schieramento sono state messe alla prova in diverse occasioni. In seguito agli attacchi terroristici dell'11 settembre 2001 negli Stati Uniti, l'Australia ha incaricato un gruppo di forze speciali e un aereo di rifornimento aria-aria per operazioni in Afghanistan e navi da guerra nel Golfo Persico come parte dell'operazione Slipper. Nel 2003, circa 2.000 membri del personale dell'ADF, tra cui un gruppo di lavoro delle forze speciali, tre navi da guerra e 14 aerei F/A-18 Hornet, hanno preso parte all'invasione dell'Iraq. 
L'ADF è stato successivamente coinvolto nella ricostruzione dell'Iraq. Dal 2003 al 2005 ciò è stato principalmente limitato a un distaccamento di sicurezza che proteggeva l'ambasciata australiana, il collegamento di ufficiali a sedi multinazionali, un piccolo numero di velivoli da trasporto e pattugliamento marittimo e squadre di controllori del traffico aereo e personale medico. Dal 2005 al 2008 un battaglione dell'esercito australiano (inizialmente designato Al Muthanna Task Group e successivamente Overwatch Battle Group (West)) era di stanza nell'Iraq meridionale. Inoltre, squadre di personale dell'ADF sono state dispiegate per addestrare le unità militari irachene. In linea con un impegno elettorale del 2007, il governo Rudd ha ritirato le forze legate al combattimento dall'Iraq a metà del 2008 e la maggior parte delle restanti unità australiane ha lasciato il paese l'anno successivo.
L'ADF ha anche intrapreso diverse operazioni nelle immediate vicinanze dell'Australia negli anni 2000. Nel 2003, elementi di tutti e tre i servizi sono stati inviati alle Isole Salomone nell'ambito della Missione di assistenza regionale alle Isole Salomone. Gli schieramenti regolari delle forze australiane sono continuati nelle isole fino al 2017.  Tra dicembre 2004 e marzo 2005, 1.400 membri del personale dell'ADF hanno prestato servizio in Indonesia nell'ambito dell'operazione Sumatra Assist, che faceva parte della risposta dell'Australia al devastante terremoto del 2004 nell'Oceano Indiano.  Nel maggio 2006, circa 2.000 membri del personale dell'ADF si sono schierati a Timor Est nell'operazione Astute a seguito di disordini tra elementi delle forze di difesa di Timor Est, fino al 2013 anno nel quale il dispiegamento si è concluso.
Dal 2006 al 2013 una task force un battaglione dell'esercito australiano  ha operato nella provincia di Urozgan, in Afghanistan; questa unità aveva il compito principale di fornire assistenza per gli sforzi di ricostruzione e di addestrare le forze afghane, ma era spesso coinvolta in combattimenti. Inoltre, i gruppi operativi delle forze speciali sono stati schierati dal 2005 al 2006 e dal 2007 al 2013. Dopo il ritiro delle forze di combattimento nel 2013, le squadre di addestramento dell'ADF hanno continuato a essere di stanza nel paese per addestrare le forze afghane.
I governi dell'Australian Labour Party (ALP) guidati dai primi ministri Rudd e Julia Gillard tra il 2007 e il 2013 hanno commissionato due white paper sulla difesa, che sono stati pubblicati nel 2009 e nel 2013. Il documento del 2009, Defending Australia in the Asia Pacific Century: Force 2030, aveva un focus sulla risposta all'influenza in rapida crescita della Cina. Comprendeva impegni per espandere la RAN, inclusa l'acquisizione di dodici sottomarini e un aumento della spesa per la difesa del tre percento all'anno in termini reali. Tuttavia, questo aumento della spesa non si è verificato. Il Libro bianco sulla difesa 2013 aveva temi strategici simili, ma stabiliva un programma più modesto di spesa per la difesa che rifletteva le finanze limitate del governo. Nell'ambito di un impegno elettorale, il governo della coalizione liberal-nazionale Abbott ha commissionato un ulteriore white paper sulla difesa che è stato pubblicato nel 2016. Questo documento includeva anche un impegno ad espandere le dimensioni e le capacità dell'ADF.
C'è stato generalmente un accordo bipartisan tra l'ALP e la coalizione liberal-nazionale sul ruolo dell'ADF dalla metà degli anni '70. Entrambi i gruppi politici sostengono attualmente l'attenzione dell'ADF sulle operazioni di spedizione e l'obiettivo di finanziamento generale stabilito nel Libro bianco sulla difesa del 2016. Anche l'ampia struttura delle forze dell'ADF ha subito pochi cambiamenti dagli anni '80. Ad esempio, durante questo periodo le principali formazioni di combattimento dell'esercito sono state tre brigate e la RAAF è stata equipaggiata con circa 100 aerei da combattimento. Tuttavia, la maggior parte delle apparecchiature utilizzate dai servizi è stata sostituita o aggiornata.
Nel dicembre 2017, 2.350 membri del personale dell'ADF sono stati dispiegati in operazioni in territorio australiano e all'estero. L'ADF ha attualmente diverse forze schierate in Medio Oriente. Il contributo dell'ADF all'intervento militare contro l'ISIL costituisce il più grande impegno all'estero con 780 membri del personale dispiegati nell'ambito dell'operazione Okra. A dicembre 2017, sei Super Hornet F/A-18F, un E-7A Wedgetail e una petroliera KC-30A sono stati schierati per colpire obiettivi dello Stato Islamico in Iraq e Siria. Circa 300 membri del personale sono stati dispiegati in Iraq come parte di uno sforzo internazionale per fornire addestramento alle forze di sicurezza irachene e altri 80 erano nel paese come parte di uno Special Operations Task Group.
Gli schieramenti in Afghanistan contano 270 membri del personale nell'operazione Highroad, una missione di addestramento non di combattimento a sostegno dell'esercito nazionale afgano. Una fregata è anche schierata in Medio Oriente nelle operazioni di sicurezza marittima dentro e intorno al Golfo di Aden come parte delle forze marittime combinate. Anche piccoli gruppi di personale australiano fanno parte delle missioni di mantenimento della pace in Israele, Giordania, Egitto e Sudan. L'ADF dispone di un ulteriore personale 500 con sede in Medio Oriente per supportare le operazioni nella regione.
L'ADF continua a svolgere un ruolo nel comando delle Nazioni Unite in Corea comandando l'elemento logistico UNC-Rear in Giappone. Nell'ambito dell'operazione Argos, dal 2018 navi da guerra e aerei sono stati periodicamente dispiegati nell'Asia settentrionale per contribuire all'applicazione delle sanzioni contro la Corea del Nord. Le unità militari australiane sono anche schierate in operazioni nelle immediate vicinanze dell'Australia. A dicembre 2017, 500 membri del personale sono stati dispiegati negli approcci settentrionali dell'Australia nelle operazioni di sicurezza marittima, formando l'operazione Resolute. Le unità dell'ADF intraprendono dispiegamenti periodici nel Mar Cinese Meridionale e nel Pacifico sud-occidentale. 
Dall'ottobre 2017 oltre 80 soldati australiani sono stati dispiegati nelle Filippine per fornire addestramento alle forze armate filippine. Nelle Filippine sono stati schierati anche motovedette RAN e velivoli da pattugliamento marittimo RAAF. Questo dispiegamento può coinvolgere l'Australian Secret Intelligence Service e formare una continuazione delle operazioni segrete antiterrorismo dell'ADF in Medio Oriente.

## Componenti
L'ADF utilizza tecnologie molto sofisticate, ma ha un personale alle proprie dipendenze molto ridotto. I 60.330 effettivi e i 29.560 riservisti, fanno tuttavia dell'Australia il paese con più militari in tutta l'Oceania. Invece, rispetto a molti paesi asiatici, le forze australiane sono di gran lunga insufficienti e in molti settori manca personale qualificato. Tuttavia, le Forze Armate australiane sono capaci di schierare truppe in diversi ambienti fuori dai confini nazionali.

### Royal Australian Air Force
La Royal Australian Air Force (RAAF) è il ramo della forza aerea dell'ADF. La RAAF dispone di moderni aerei da combattimento e da trasporto e una rete di basi in posizioni strategiche in tutta l'Australia. La RAAF ha un unico comando operativo, Air Command. L'Air Command è il braccio operativo della RAAF ed è composto da Air Combat Group, Air Mobility Group, Surveillance and Response Group, Combat Support Group, Air Warfare Center e Air Force Training Group. Ogni gruppo è composto da più ali. 
La RAAF ha diciannove squadroni; cinque squadroni da combattimento, due squadroni di pattugliamento marittimo, sei squadroni di trasporto, sei squadroni di addestramento (tra cui tre unità di conversione operativa e uno squadrone di addestramento al controllo aereo avanzato), nonché uno squadrone di allerta e controllo aviotrasportati e uno squadrone Joint Terminal Attack Controller. Le unità di terra che supportano questi squadroni volanti includono tre squadroni di supporto al combattimento di spedizione, tre squadroni delle forze di sicurezza e una gamma di intelligence, controllo del traffico aereo, comunicazioni, radar e unità mediche.

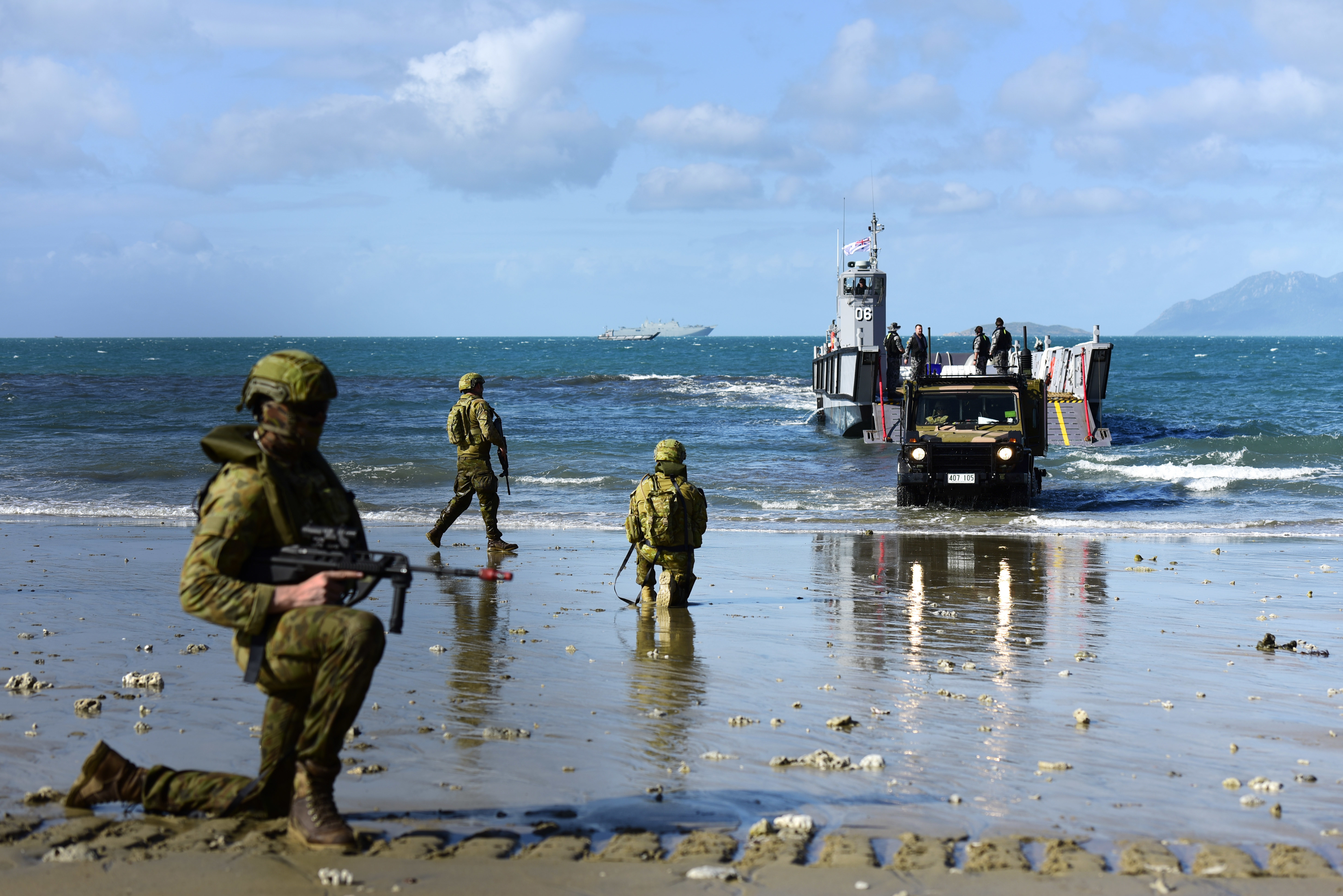
Soldati dell'esercito australiano che forniscono sicurezza a un mezzo da sbarco RAN LHD durante un'esercitazione congiunta nel 2018

### Australian Army
L'Esercito australiano è organizzato in tre elementi principali che riportano al Capo dell'Esercito; il Quartier Generale della 1ª Divisione, il Comando delle Operazioni Speciali e il Comando delle Forze. Nel 2017, circa l'85% del personale dell'esercito era in unità assegnate al Forces Command, che è responsabile della preparazione di unità e individui per le operazioni. La 1ª divisione del quartier generale è responsabile delle attività di addestramento di alto livello ed è in grado di essere schierata per comandare operazioni a terra su larga scala. Solo un piccolo numero di unità è assegnato permanentemente alla 1ª Divisione; questi includono il 2nd Battalion, Royal Australian Regiment che forma la forza di pre-sbarco per l'Australian Amphibious Force, un reggimento di segnali e tre unità di addestramento e supporto del personale. Le principali forze di combattimento dell'esercito australiano sono raggruppate in brigate. Le sue principali forze convenzionali sono tre brigate da combattimento regolari che sono organizzate su una struttura comune; la 1ª, 3ª e 7ª Brigata. Il supporto per le unità in queste formazioni è fornito da una brigata aerea (16ª Brigata Aerea), un supporto al combattimento e brigata ISTAR (6ª Brigata) e una brigata logistica (la 17ª Brigata di supporto). Nell'ambito di una ristrutturazione delle capacità sanitarie dell'esercito, nel 2023 sarà costituita una nuova brigata sanitaria, denominata 2ª brigata sanitaria. Inoltre, ci sono sei brigate della riserva dell'esercito; queste brigate sono amministrate dalla 2ª divisione e "accoppiate" con le tre brigate di combattimento regolari. Le principali formazioni tattiche dell'esercito sono gruppi tattici combinati composti da elementi tratti da diverse unità.
Lo Special Operations Command comanda le unità delle forze speciali dell'esercito. Comprende lo Special Air Service Regiment, il 2° Commando Regiment, il 1° Commando Regiment di riserva e il Special Operation Engineer Regiment, nonché unità logistiche e di addestramento. Le unità delle forze speciali dell'esercito sono state ampliate dal 2001 e sono ben attrezzate e in grado di essere schierate via mare, aria o terra. Nel 2014, il comando delle operazioni speciali comprendeva circa 2.200 membri del personale.

### Royal Australian Navy
La Royal Australian Navy è il ramo navale dell'Australian Defence Force. La RAN gestisce poco meno di 50 navi da guerra commissionate, tra cui cacciatorpediniere, fregate, sottomarini, motovedette e navi ausiliarie, nonché un certo numero di navi non commissionate. Inoltre, la RAN mantiene una forza di elicotteri da combattimento, logistica e addestramento.
Ci sono due parti nella struttura della RAN. Uno è un comando operativo, il Fleet Command, e l'altro è un comando di supporto, il Navy Strategic Command.

## Dispiegamento all'estero
Malesia: Base aerea di Butterworth per l'impegno dell'Australia nei confronti dei Five Power Defense Arrangements.
 Emirati Arabi Uniti: Base aerea di Al Minhad utilizzata per le operazioni australiane in Medio Oriente.